# Youth Brigade (distretto di Columbia)
Gli Youth Brigade sono stati un gruppo hardcore punk straight edge statunitense di Washington DC formati e sciolti nel 1981. Il gruppo non deve essere confuso con l'omonimo gruppo di Los Angeles, California.

## Inizi
Nathan Strejcek (ex-Teen Idles) e Danny Ingram formeano gli Youth Brigade. Dopo aver suonato con diversi bassisti e chitarristi, i due ingaggiano Bert Quieros (Untouchables, Double O) al basso e Tom Clinton alla chitarra.

## Scioglimento
Nonostante gli Youth Brigade siano stati assieme per meno di un anno, sono tuttora considerati una parte importante della scena hardcore di Washington, influenzando molti gruppi grazie anche ai progetti successivi dei componenti, principalmente di Bert Queiroz, come i Double-O ed i post-hardcore Rain.

## Discografia

### EP
- 1981 - Possible E.P. (Dischord Records)

### Compilation
- 1982 - Flex Your Head (Dischord Records)

### Apparizioni in compilation
- 1998 - Lose Your Illusions, Vol. 1

## Formazione
- Nathan Strejcek - voce
- Tom Clinton - chitarra
- Bert Queiroz - basso
- Danny Ingram - batteria